# Maccabi Haifa
Maccabi Haifa este un club de fotbal din Haifa, Israel fondat în anul 1913,care evolueaza in Liga ha`Al.

## Jucători

### Lotul sezonului 2022-2023
La 2 septembrie 2022
| Nr. |                 | Poziție | Jucător                      |
| --- | --------------- | ------- | ---------------------------- |
| 2   | Suedia          | F       | Daniel Sundgren              |
| 3   | Israel          | F       | Sean Goldberg                |
| 4   | Niger           | M       | Ali Mohamed                  |
| 6   | Israel          | M       | Neta Lavi (căpitan)          |
| 7   | Israel          | M       | Omer Atzili                  |
| 8   | Israel          | M       | Dolev Haziza                 |
| 9   | Haiti           | A       | Frantzdy Pierrot             |
| 10  | Surinam         | M       | Tjaronn Chery (vice-căpitan) |
| 11  | Republica Congo | A       | Mavis Tchibota               |
| 12  | Israel          | F       | Sun Menahem                  |
| 13  | Australia       | A       | Nikita Rukavytsya            |
| 14  | Israel          | A       | Ben Sahar                    |
| 15  | Israel          | F       | Ofri Arad                    |
| 16  | Israel          | M       | Mohammad Abu Fani            |

| Nr. |                            | Poziție | Jucător                                        |
| --- | -------------------------- | ------- | ---------------------------------------------- |
| 17  | Israel                     | M       | Suf Podgoreanu (împrumutat de la Spezia)       |
| 19  | Franța                     | F       | Dylan Batubinsika (împrumutat de la Famalicão) |
| 21  | Israel                     | A       | Dean David                                     |
| 22  | Israel                     | M       | Raz Meir                                       |
| 24  | Israel                     | F       | Uri Dahan                                      |
| 26  | Israel                     | M       | Mahmoud Jaber                                  |
| 27  | Franța                     | F       | Pierre Cornud                                  |
| 30  | Senegal                    | F       | Abdoulaye Seck                                 |
| 33  | Israel                     | M       | Maor Levi                                      |
| 36  | Israel                     | F       | Inon Eliyahu                                   |
| 44  | Statele Unite ale Americii | P       | Josh Cohen                                     |
| 55  | Israel                     | F       | Rami Gershon                                   |
| 77  | Israel                     | P       | Roee Fuchs                                     |
| 90  | Israel                     | P       | Roi Mashpati                                   |

## Palmares
- Israeli Championships
  - Câștigătoare (11): 1983–1984, 1984–1985, 1988–1989, 1990-1991, 1993–1994, 2000–2001, 2001–2002, 2003–2004, 2004–2005, 2005–2006, 2008–09
- Divizia secundă
  - Câștigătoare (2): 1965–1966, 1974–1975
- State Cup
  - Câștigătoare (5): 1962, 1991, 1993, 1995, 1998
- Toto Cup
  - Câștigătoare (4): 1994, 2002, 2006, 2008
- Israel Champion of Champions Cup
  - Câștigătoare (3): 1962, 1985, 1989
- Sukkot Cup
  - Câștigătoare (1): 1958
- Lilian Cup
  - Câștigătoare (1): 1984
- Milk Cup
  - Câștigătoare (1): 2004

## Stadionul

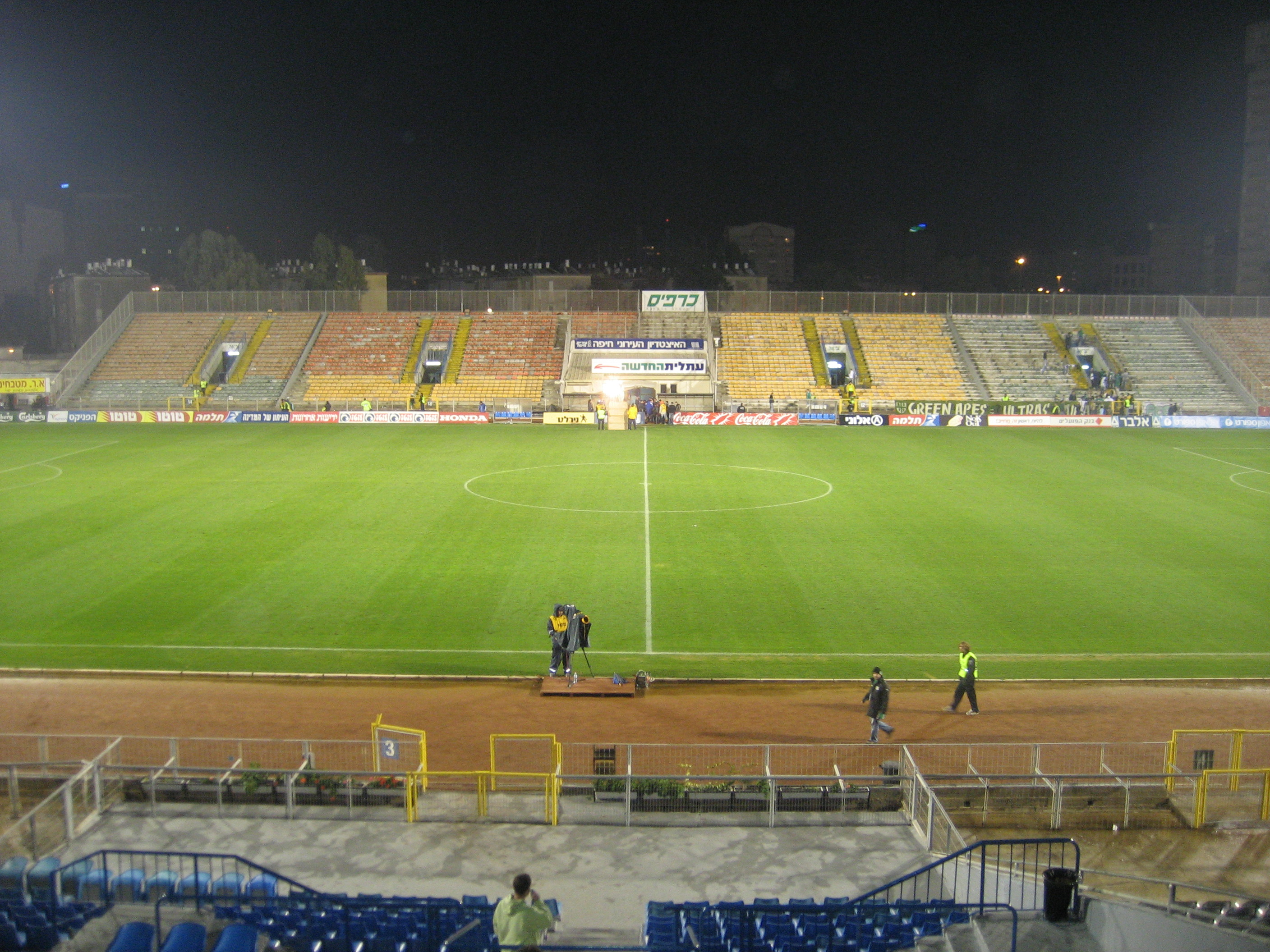
Qiryat Eliezer Stadium

Kiryat Eliezer stadionul, Haifa (16,800 locuri)

## Jucători  notabili

#### Israel
- Ahron Amar
- Dudu Awat
- Eyal Berkovic
- Haim Revivo
- Yochanan Vollach
- Yossi Benayoun
- Eyal Meshumar

#### Nigeria
- Aiyegbeni Yakubu

#### Brazilia
- Gustavo Boccoli
- Xavier Dirceu

1. ↑  First Team Arhivat în 15 noiembrie 2021, la Wayback Machine. Maccabi Haifa, 15 November 2021